# 외국변호사
외국변호사(外國辯護士) 또는 국외변호사(國外辯護士) 외국의 변호사 자격을 가진 사람을 말하며, 그가 활동하는 국가의 국민일수도 있고 변호사 자격을 가진 국가의 국민일수도 있다.
법률시장개방 이전에도 로펌의 직원이나 기업의 직원으로 채용되어 외국법에 대한 법적 분쟁의 대처에 참여하는 사람들이 많이 존재하였다.
법률시장개방에 따라 변호사 자격을 가지지 않은 국가로 가서 외국법에 대한 자문등을 할 수 있는 제도가 제정되고 있다. 대한민국과 일본에서는 자유무역협정 체결국의 변호사 자격을 가진 사람에 한해 국내에서 외국법 자문업을 할 수 있다. 대한민국에서 일정 자격을 갖추고 외국법 자문업을 하는 사람을 외국법자문사라고, 일본에서는 일정 자격을 갖추고 외국법 자문업에 종사하는 자를 외국법사무변호사라고 부른다.

## 같이 보기
- 국제변호사
- 법률시장개방
- 외국법자문사
- 외국법사무변호사